# 炎孕胸部★色情App學園
《炎孕胸部★色情App學園》（炎の孕ませおっぱい★エロアプリ学園）是由Tech Arts公司的旗下品牌SQUEEZ製作並於2016年11月25日發售的日本成人遊戲，為《炎孕系列》第十部作品，同時也是由SQUEEZ製作的最後一部系列作品。後來改編成兩部OVA由PinkPineapple於2017年8月25日和2018年3月30日在日本發售。

## 劇情
有「變態馬締」之稱的馬締聖人，有一天救了一隻會說人話的母黑貓後，從黑貓那裡收到了一部智能手機作為報答，手機裡內置了一個可以滿足下流願望的色情App，此後聖人便決定使用色情App征服學園，過著後宮學園生活。

## 角色
馬締聖人（Majime Masato）
本作男主角。一櫻學園2年級生。
初音丘優衣（Hatsunegaoka Yui，聲：綾野莉音）
身高：159cm，三圍：B105（N）/ W58/ H83
一櫻學園2年級生，水泳部成員。聖人的同級生兼青梅竹馬。
上坂彩音（Uesaka Ayane，聲：結城ほのか）
身高：155cm，三圍：B113（Q）/ W55/ H83
一櫻學園2年級生，花嫁修業同好會成員。聖人的同班同學兼青梅竹馬。
貝璐卡·瓦倫提娜（Belka Valentina，聲：八ッ橋きなこ）
身高：168cm，三圍：B125（V）/ W59/ H85
一櫻學園2年級生，空中競技部。來自歐亞大陸聯邦共和國，目前在一櫻學園留學。
茶山光咲姫（Sayama Misaki，聲：八尋まみ）
身高：156cm，三圍：B114（O）/ W55/ H88
一櫻學園3年級生，茶道部成員。老字號和菓子店「甘貓庵」的千金。
白峰澄花（Shiramine Sumika，聲：風花ましろ）
身高：159cm，三圍：B117（P）/ W55/ H83
一櫻學園2年級生，具有強烈正義感的風紀委員長。對男生沒興趣，而且鎖定聖人為「要注意的變態」，這激起了聖人的興趣。
二弧崎璃戀（Nikozaki Riko，聲：藤邑鈴香）
身高：154cm，三圍：B96（L）/ W54/ H80
一櫻學園3年級生，學生會長，目標是成為一櫻學園的偶像。由於自我中心的性格和毒舌導致她沒有朋友。
君塚翼（Kimizuka Tsubasa）
身高：173cm，三圍：B121（T）/ W57/ H83
一櫻學園1年級生，芭蕾舞部成員。
因為她總是中性打扮，在學園裡的女生都以為她是男生。平常使用裹胸布隱藏她驕人的巨乳，只有理紗和聖人知道真相。
辻林翔子（Tsujibayashi Shouko，聲：霧島はるな）
身高：153cm，三圍：B98（M）/ W57/ H88
一櫻學園2年級生，班長。因為聖人開玩笑地推薦而成為班長的同學。同樣地，翔子任命聖人擔任副班長。
嶋乃茉莉（Shimano Matsuri，聲：綾音まこ）
身高：157cm，三圍：B104（N）/ W55/ H85
一櫻學園1年級生，自行車部成員。聰明、性格開朗的受虐癖體質1年級生。
如月響子（Kisaragi Kyouko）
身高：160cm，三圍：B115（R）/ W58/ H93
一櫻學園2年級生，偶像團體「Rodeo Machine Girls」的成員。
小時候在公園被欺負時被聖人所救。當響子告訴聖人自己的夢想是成為一個偶像後，聖人讓她承諾永遠不會放棄夢想。
馬締理紗（Majime Risa，聲：波野夏花）
身高：170cm，三圍：B119（S）/ W57/ H90
一櫻學園保健體育教師兼保健醫生。聖人的義姐。儘管在公開場合對聖人很嚴格，但其實十分關愛他。
不擅長做家務，自從丈夫（聖人的哥哥）死後，把家務工作都留給聖人做。另外，酒量很差，當酒醉時會打開她的「性感模式」試圖與聖人做愛。
姫乃木夏姫（Himenogi Natsuki）
身高：157cm，三圍：B94（K）/ W53/ H84
一櫻女子短期大學1年級生，啦啦隊部成員。
夏姫是女僕家庭餐廳「Royal Rabbit」的兼職生，她對於“可愛的弱小弟妹”型年輕人沒有免疫力，就如聖人一樣。

## OVA
OVA《炎孕胸部★色情App學園 THE ANIMATION》是由PinkPineapple發售的成人動畫，於2017年8月25日和2018年3月30日在日本發售。

## 評價
《炎孕胸部★色情App學園》在Getchu.com舉辦的「美少女遊戲大賞2016」中獲得綜合部門第13名、系統部門第6名以及色情部門第4名。

## 外部連結
- 遊戲官方網站（日語）